# Cholet Basket
O Cholet Basket é um clube profissional de basquetebol sediado na cidade de Cholet, França que atualmente disputa a Liga Francesa. Foi fundado em 1975 e manda seus jogos no La Meilleraie com capacidade para 5.191 espectadores.